# クスノキの番人
『クスノキの番人』（クスノキのばんにん）は、東野圭吾による日本の長編小説。クスノキシリーズの第1作。

## 概要
願いを叶えるといわれるクスノキの番人を任された青年と、そのクスノキに祈りに訪れる人々との交流を描いたエンターテイメント小説。
2020年3月17日に実業之日本社から書下ろしで単行本が刊行され、2023年4月7日には実業之日本社文庫版が刊行された。2025年3月時点で国内累計発行100万部を突破している。
中国語簡体字版、中国語繁体字版、韓国語版の単行本が、多言語翻訳版の世界同時期発売の試みで中国、韓国、台湾・香港エリア、シンガポール、マレーシアなどで日本での単行本と同時期に発売されている。また単行本発売に際して、実写のプロモーションビデオがYouTubeで公開されている。
2024年5月23日に続編となる『クスノキの女神』（クスノキのめがみ）が実業之日本社から刊行された。
2026年にアニメ映画化の予定。

## あらすじ
直井玲斗は理不尽な理由で職を失い、やけになって窃盗の罪を犯し逮捕・拘留される。将来への展望もなく、人生に投げやりになっていた玲斗のもとに突然、「依頼人の命令に従えば釈放する」と条件を提示する弁護士が現れる。
条件を受け入れる覚悟を決めた玲斗は釈放され、弁護士に案内され依頼人のもとを訪れると、そこにいたのは伯母を名乗る大企業の顧問・柳澤千舟であった。彼女の命令とは、月郷神社にある不思議な言い伝えを持つクスノキの番人になることだった。
戸惑いながらも番人となった玲斗は、神社に祈念に訪れる人々と交流を深め、少しずつ人生の意味や他者とのつながりに目覚めていく。
クスノキにまつわる謎と人々の想いが交錯するなか、玲斗はクスノキがもつ本当の力によって、思いもよらぬ真実へと導びかれていく。

## 登場人物

### 主要人物
直井 玲斗（なおい れいと）
本作の主人公。伯母の千舟から月郷神社にあるクスノキの番人を託される。
柳澤 千舟（やなぎさわ ちふね）
玲斗の伯母（玲斗の母・美千恵の異母姉）。柳澤家の当主で先代のクスノキの番人。60代。ヤナッツ・コーポレーション顧問。
佐治 優美（さじ ゆうみ）
女子大学生。満月の夜にクスノキに祈念にくる佐治寿明の娘。GPS発信器を使って浮気を疑う父を尾行する。

### 柳澤家
柳澤 恒子（やなぎさわ つねこ）
千舟の母。柳澤家の長女。宗一（玲斗の祖父）と結婚し、跡取りが欲しいため彼を婿養子に迎え入れる。
千舟が12歳の時、心臓病で亡くなる。
柳澤 彦次郎（やなぎさわ ひこじろう）
千舟の祖父。月郷神社付近一帯の大地主で林業を営んでいたが、弟たちと建築業や不動産業へと事業を展開させる。
妻・靖代との間に恒子ともう一人娘をもうけるが当主となる息子には恵まれず、千舟が大学生に入学した年の夏休み中にくも膜下出血で急死する。
柳澤 靖代（やなぎさわ やすよ）
千舟の祖母。千舟が30半ばのとき、老衰で亡くなる。先々代のクスノキの番人。
柳澤 将和（やなぎさわ まさかず）
ヤナッツ・コーポレーション代表取締役。勝重の兄。千舟のハトコ（将和の父が千舟の母・恒子のいとこ）。
シティホテル業界への本格参入に貢献し、成功へ導いた功労者といわれている。
柳澤 勝重（やなぎさわ かつしげ）
ヤナッツ・コーポレーション専務取締役。千舟のハトコ。

### 直井家
直井 美千恵（なおい みちえ）
玲斗の母親。銀座でホステスをしていたころ妻子持ちの実業家との不倫で玲斗を妊娠・出産するが、玲斗が8歳の時に乳がんで亡くなる。
不倫相手の実業家は玲斗を認知しないかわりに金銭面の面倒をみてくれたが、玲斗が3歳のころに事業に失敗し養育費の支払いが途絶える。
直井 富美（なおい ふみ）
玲斗の祖母（美千恵の母）。娘の美千恵が亡くなったあと、高校卒業まで玲斗の面倒見た。27歳のころ、22歳年上の宗一と結婚している。
柳澤家の親戚が不祥事を起こした場合、当主である千舟に知らせるルールや助けを求めるため玲斗の逮捕を千舟に連絡する。
直井 宗一 / 柳澤宗一（なおい そういち / やなぎさわ そういち）
玲斗の祖父。千舟、美千恵の実父。故人。都心の高校で教師をしていた。
柳澤恒子の婿養子としてと結婚し千舟を授かるが、恒子の病死により死別する。
その後、柳澤家を出て直井の姓に戻し教え子だった富美と再婚、美千恵を授かる。

### 祈念者とその関係者

#### 佐治家
佐治 寿明（さじ としあき）
「佐治工務店」の社長。優美の父親。満月の夜に鼻歌を響かせクスノキに祈念する。
家族や従業員に隠れて吉祥寺のマンションや渋谷で女性と会っている。
佐治 喜久夫（さじ きくお）
寿明の2歳年上の兄。故人。5年前の8月31日、向坂春夫の紹介で新月の夜に祈念に訪れ、その後亡くなっている。
重度のアルコール依存症を起因とする糖尿病、肝硬変で難聴も併発し、晩年は横須賀の介護施設「らいむ園」に入居していた。
佐治 貴子（さじ たかこ）
寿明、喜久夫の母親。喜久夫の死後、認知症が悪化し孫の優美のことも分からなくなり、調布の介護施設に入所する。
佐治 弘幸（さじ ひろゆき）
寿明、喜久夫の父親。「佐治工務店」の先代社長。故人。
向坂 春夫（さきさか はるお）
「らいむ園」の入居者。故人。会社役員。病気のせいで下半身が動かなくなり、高齢で耳が遠かった。
生前、喜久夫と難聴者同士仲良くしていたが、6年前の年末に亡くなっている。
岡崎 実奈子（おかざき みなこ）
寿明が吉祥寺のマンションや渋谷で家族や従業員に隠れて会っている女性。40歳くらい。
葉山（はやま）
寿明の中学時代の同級生。音楽教師。

#### 大場家
大場 壮貴（おおば そうき）
和菓子メーカー「たくみや本舗」の跡取り息子。来春大学卒業を控える。柳澤家と古くから付き合いのある旧家。
先妻と死別後、遅い再婚で迎えた後妻（壮貴の母）との間に父・藤一郎が50代後半に授かった念願の長男。
祈念に訪れるよう父が遺言を残していたことから、 新月の夜に月郷神社に祈念に通う。
福田 守男（ふくだ もりお）
「たくみや本舗」常務取締役。禿頭。壮貴の祈念に立ち会おうとするが、クスノキに入れるのは一人だけの決まりのため玲斗に断られる。
大場 藤一郎
「たくみや本舗」会長。壮貴の父親。3カ月前に病死する。生前は毎年正月とお盆の付近に祈念に訪れていた。
遺言状には、「会社が発展するよう適切な指導者を選ぶこと」と次期後継者が誰か具体的に指名されておらず、役員たちは壮貴派と龍人派に分かれる。
川原 基次
「たくみや本舗」社長。藤一郎の甥。56歳。
川原 龍人
基次の長男。30歳。現在は大手銀行の法人営業担当だが、「たくみや本舗」へ入ることが既定路線になっている。

#### 津島家
津島 秀次
枯れ木のように痩せた老人。代々柳澤家と付き合いの深い家。新月の夜に祈念に現れる。足が悪く杖をついている。
父親が死んだ若いころは、満月の夜に何回か祈念に訪れている。
津島の妻
足の不自由な夫のためにクスノキの近くに移動するまで付き添う。
マサト、ミヨコ
津島夫婦の息子と娘。

#### 飯倉家
飯倉 孝吉（いいくら たかよし）
銭湯「福の湯」で玲斗が出会った老人。千舟と小学・中学が同じで2歳年上。去年の8月、新月の夜に祈念している。

### その他
岩本 義則（いわもと よしのり）
弁護士。千舟の学生時代の友人。細い顔に黒縁眼鏡で見事な白髪。千舟に雇われ窃盗容疑で逮捕・拘留された玲斗の釈放に動く。
豊井（とよい）
リサイクル企業「トヨダ工機」の社長。玲斗が売り物の機械に欠陥があると客に教え、値引きに応じざるを得なかったことを理由に彼を解雇する。
中古機械の相場に疎い人に適当な嘘をついて200万円は下らないレーザ変位計を2万円で買い叩くなど強欲で悪質。
佐々木（ささき）
玲斗の高校時代の同級生。運送会社に就職した後に船橋でクラブの黒服に転職している。
食品製造会社で異物混入の責任を擦り付けられやる気を失っていた玲斗と再会し、彼を黒服の仕事に誘う。
ナナ
クラブのホステス。黒服の仕事で部屋まで送った玲斗を誘惑し関係を持ち、そのことをSNSでばらし周囲の知ることとなる。
商品に手を出した黒服としてクラブをクビになった玲斗は、トヨダ工機に再就職する。
楢崎
「らいむ園」の女性職員。40歳前後。佐治喜久夫を担当していた。
桑原 義彦
「ホテル柳澤」総支配人。千舟と同年輩ぐらいの小柄な男性。

## 書誌情報
- 単行本：2020年3月17日発売[3]、実業之日本社、ISBN 978-4-408-53756-6
- 文庫本：2023年4月07日発売[4]、実業之日本社文庫、ISBN 978-4-408-55803-5

## プロモーションビデオ
単行本発売に際して、遠藤健慎、田島令子、小西桜子が登場人物を演じる実写のプロモーションビデオがYouTubeで公開されている。

### キャスト（プロモーションビデオ）
- 直井玲斗 - 遠藤健慎[1]
- 柳澤千舟 - 田島令子[1]
- 佐治優美 - 小西桜子[1]

### スタッフ（プロモーションビデオ）
- 脚本 - 田中徳恵[1]
- 企画プロデュース - 森久祐弥[1]
- 演出 - 植田章裕[1]
- 製作 - TBSスパークル[1]
- 製作協力 - 実業之日本社[1]

## アニメ映画
2026年1月30日に公開予定。東野圭吾の著書で初のアニメ化作品となる。

### キャスト（アニメ映画）
- 直井玲斗 - 高橋文哉[7]
- 柳澤千舟 - 天海祐希[7]

### スタッフ（アニメ映画）
- 原作 - 東野圭吾「クスノキの番人」（実業之日本社文庫刊）[6]
- 監督 - 伊藤智彦[6]
- 脚本 - 岸本卓[7]
- キャラクターデザイン - 山口つばさ、板垣彰子[7]
- 制作 - A-1 Pictures、Payde Kick Studio[7]
- 美術監督 - 滝口比呂志[7]
- 配給 - アニプレックス[6]
- 製作 - アニメ「クスノキの番人」製作委員会[6]